# Taverna del Gufo

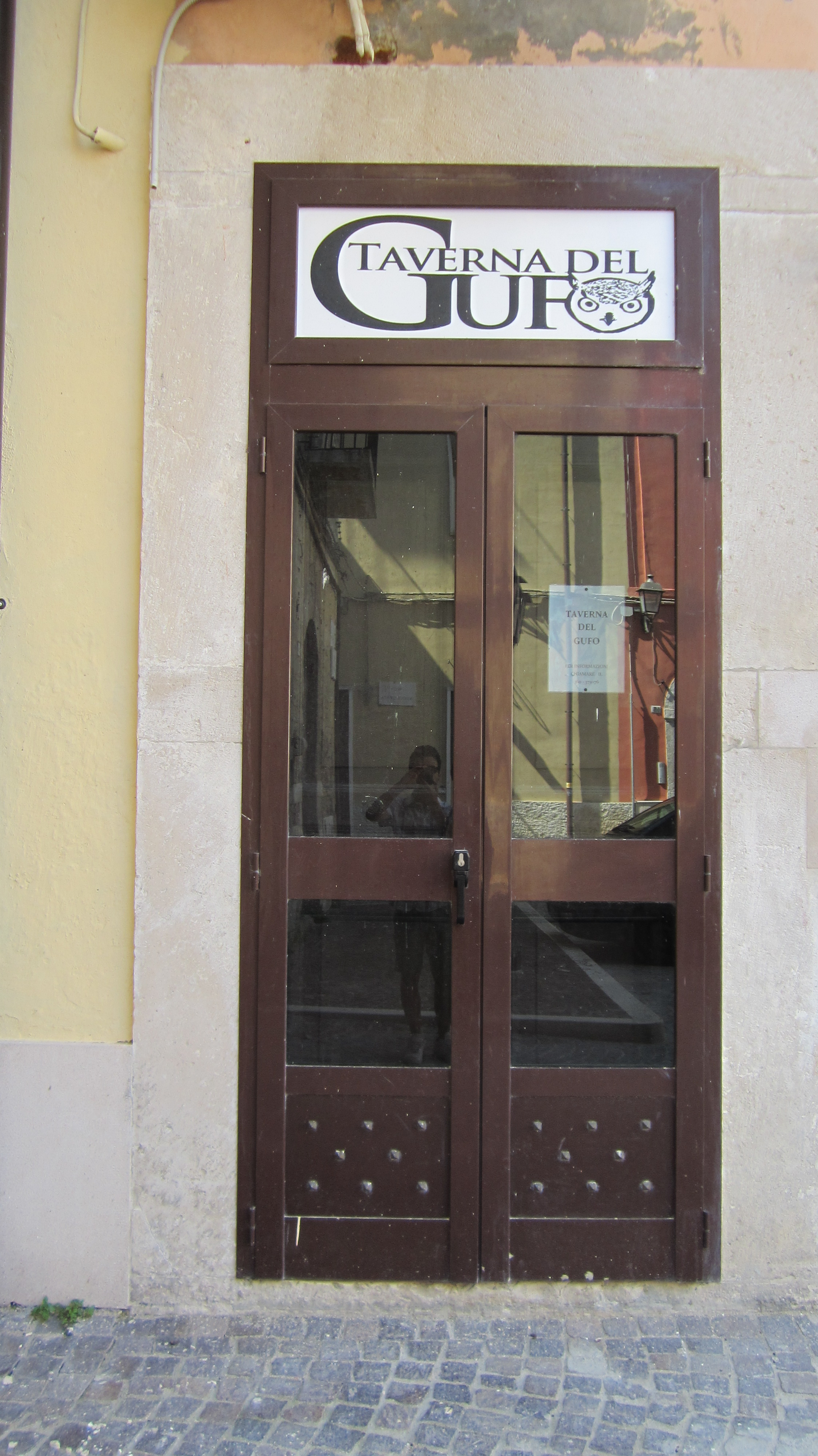
Ingresso della taverna

La Taverna del Gufo era una vecchia taverna che fungeva da luogo di passaggio e di ristoro per i pellegrini lungo il Medioevo e che costituì, durante l'XI secolo, uno dei nuclei della futura città di Foggia.

## Storia
La leggenda vuole che, il 13 agosto 1073, alcuni pastori rinvennero in un acquitrino della pianura foggiana un quadro raffigurante la Madonna Assunta. L'effigie fu trasportata alla taverna e lì lasciata perché fosse preservata. Il ritrovamento attirò la curiosità di molti devoti nei confronti della "Madonna dei sette veli" (poiché il quadro si disse fosse stato rinvenuto avvolto in sette veli). In particolare, fu forte l'immigrazione da parte dei cittadini della vicina Arpi, definitivamente caduta in disgrazia durante il periodo normanno. La Taverna e il vicino Santuario dedicato all'effigie ritrovata furono i due luoghi attorno ai quali fu poi costituita, lungo il basso Medioevo, la città di Foggia.